# Таганрогский автобус
Таганрогский автобус как вид общественного транспорта имеет давнюю историю.

## Автобусные предприятия города
В Таганроге действуют несколько предприятий, которые осуществляют пассажирские перевозки автобусным транспортом. Среди них старожилом, дожившим до наших дней, является ОАО «Автоколонна 1423» (до 11 ноября 2004 года ФГУП «Автоколонна 1423»), которая была образована 1 декабря 1955 года. До конца 1990-х годов предприятие единолично осуществляло практически 100 % перевозок как в черте города, так и на пригородных и междугородных маршрутах. Основным видом деятельности предприятия является деятельность автомобильного (автобусного) пассажирского транспорта, подчиняющегося расписанию на городских, пригородных и междугородных маршрутах.
В конце 1990-х годов в Таганроге был создан ряд транспортных предприятий с присутствием частного капитала, которые привнесли в эту сферу деятельности конкуренцию. Как следствие, государственная компания в отсутствие должной финансовой поддержки стала переживать не лучшие времена, что привело к реорганизации 11.11.2004 г. ФГУП «Автоколонна 1423» в Открытое акционерное общество.
Помимо этого, на рынке автобусных перевозок пассажиров города также действуют ООО «Автолайн К», ООО «Русский транзит-2» (образовано как наследник ООО «Русский транзит») и ООО «Южный город». Все они — более молодые предприятия. Основным видом деятельности ООО «Южный город» являются пассажирские перевозки посредством маршрутных такси, когда как первых двух — автобусами. Но в середине первого десятилетия нового века ООО «Южный город» также сперва освоило сектор автобусных перевозок на пригородных маршрутах, а с 2007 года и части городских.
Междугородными и международными автобусными перевозками в Таганроге занимается ОАО «Донавтовокзал», автобусы которого следуют от Таганрогского автовокзала (фактический адрес: Площадь Восстания, дом 2).

## Подвижной состав
Автопредприятия пользуются автобусами как российского автопрома, так и зарубежными автобусами, как правило, уже поездившими в Европе.
Маршрутные такси представлены микроавтобусами Hyundai County, а также еще встречаются микроавтобусы «Газель».

## Маршруты
В Таганроге действуют 35 маршрутов автобусов и маршрутных такси внутригородских сообщений. Пригородное сообщение в Таганроге осуществляется от Таганрогской пригородной автостанции, расположенной недалеко от Центрального рынка города. Пригородные автобусы соединяют с Таганрогом как близлежащие населенные пункты, такие как Николаевка, Греческие Роты, Покровское, Красный Десант и др., так и более дальние (Матвеев-Курган, Лакедемоновка, Натальевка).

## Справочная информация
- Сайт «Твой транспорт»». Таганрог
- Расписание движения автобусов по Таганрогскому автовокзалу;
- Расписание движения пригородных маршрутов.